# Linsenträger

Nogat-Brücke mit Linsenträgern über der Fahrbahn (kriegszerstört 1945)

Der Linsenträger ist ein im Bauwesen verwendeter Träger mit der äußeren Form der seitlichen Ansicht einer doppelt konvexen Linse. Er ist häufig in Balkenbrücken als Abwandlung eines Fachwerkträgers mit geraden und parallelen Gurten zu finden. Bei ihm sind beide Gurte konvex gewölbt. Linsenträger werden unter oder über der Fahrbahn angebracht. Letztere wird wegen der Krümmung der Gurte mit zusätzlichen Tragelementen am Träger befestigt.
In der Literatur wird gelegentlich auch der Fischbauchträger, bei dem nur der Untergurt konvex geformt ist, als Linsenträger bezeichnet.

## Geschichte
Eine Zeichnung Leonardo da Vincis in seinem Codex Atlanticus ist wohl die älteste Darstellung eines Linsenträgers. Ein Jahrhundert später zeigte Fausto Veranzio in seinen Machinae Novae eine linsenförmige Bogenbrücke. Wieder zwei Jahrhunderte danach befasste sich Claude-Henri Navier 1826 theoretisch mit den Eigenschaften des Linsenträgers. Zur praktischen Anwendbarkeit entwickelt wurde der Linsenträger vermutlich vom führenden Architekten des Königreichs Hannover, Georg Ludwig Friedrich Laves, zu Anfang des 19. Jahrhunderts.

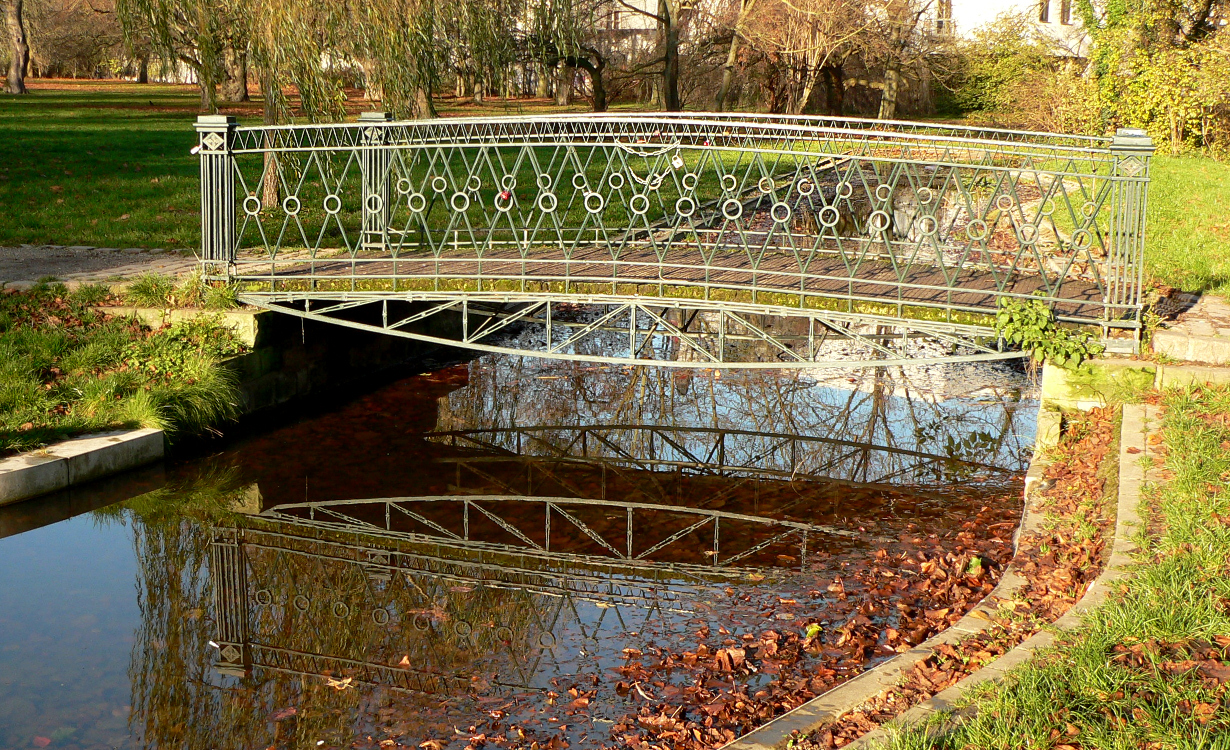
Lavesbrücke im Welfengarten/Hannover mit flachem Linsenträger unter dem Fußweg

Im Osten der USA baute die Corrugated Metal Company am Ende des 19. Jahrhunderts aufgrund eines Patents von William 0. Douglas zahlreiche Linsenträgerbrücken. Das Unternehmen wurde 1883 in Berlin Iron Bridge Co. (nach dem Sitz des Unternehmens in East Berlin, Connecticut) umbenannt. Die 1883 eröffnete Oulette Bridge in Lowell, Massachusetts ist mit ihren fünf Öffnungen die längste Linsenträgerbrücke der USA.

## Linsenträger
Laves erstellte eine „unechte “Bogenbrücke, indem er dem oben liegenden Bogen einen unteren hinzufügte und beide an ihren Enden miteinander verband: „Während hierbei die untere Kette [der untere Bogen] das Ausweichen des oberen Bogens verhindert, widerstrebt der obere Bogen dem Zusammenziehen der Kette [des unteren Bogens], wodurch beide Kräfte neutralisiert werden und ein für sich bestehendes Ganzes erlangt wird, welches weder zieht noch schiebt, sondern senkrecht auf die Unterlagenpunkte wirkt oder drückt.“ Der auch Laves-Balken genannte, nur aufliegende Linsenträger ermöglichte den Bau weiter als bisher gespannter Balkenbrücken (nur vertikale Lagerkräfte).  Diese Erfindung ließ Laves sich 1835 patentieren.  Er wandte sie bei der Stadtgrabenbrücke in Hannover und bei drei Brücken in Derneburg an. Es handelt sich um einen Fachwerkträger mit gewöhnlich zu einer horizontalen Achse symmetrisch angeordneten gekrümmten oder polygonal geformten Gurten mit größter Höhe in Trägermitte. Über den Auflagern vereinigen sich die Gurtungen.

## Pauliträger

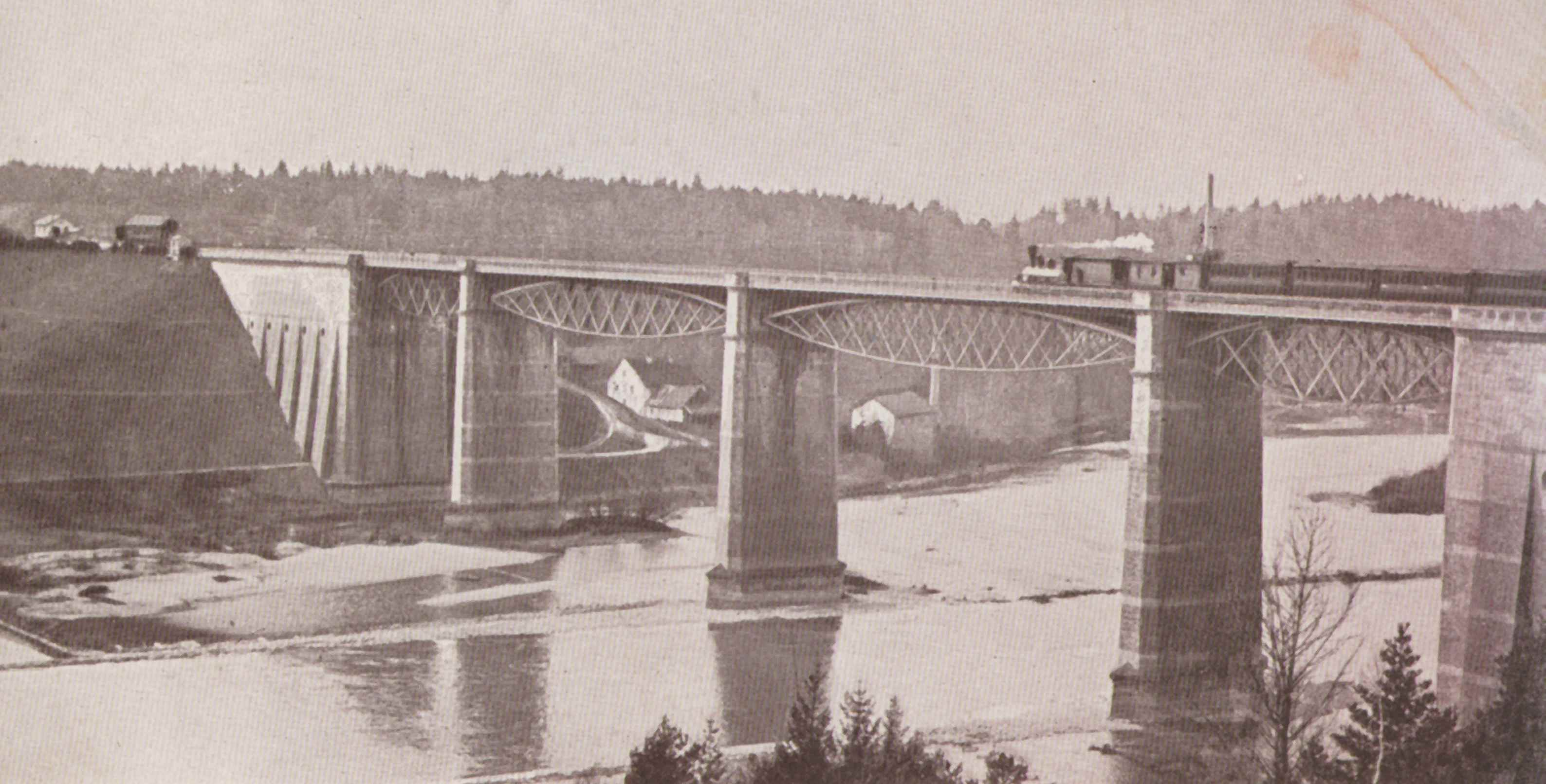
Großhesseloher Brücke mit Pauliträger unter der Fahrbahn
(1908/09 durch Fischbauchträger ersetzt)

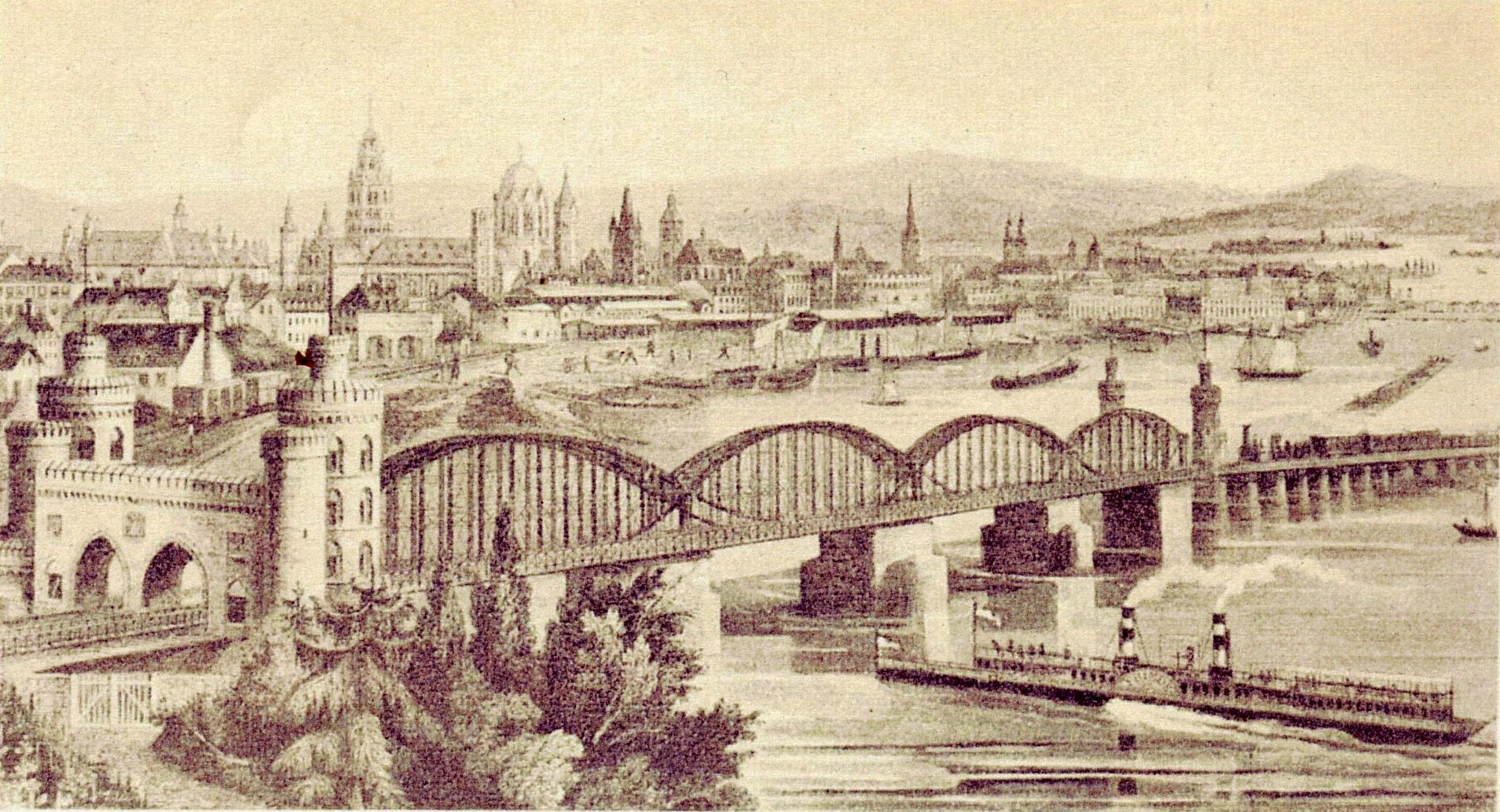
Mainzer Rheinbrücke mit Pauliträger über der Fahrbahn
(1911 durch Parabelträger ersetzt)

Oulette Bridge über den Merrimack River in Lowell, Massachusetts, USA

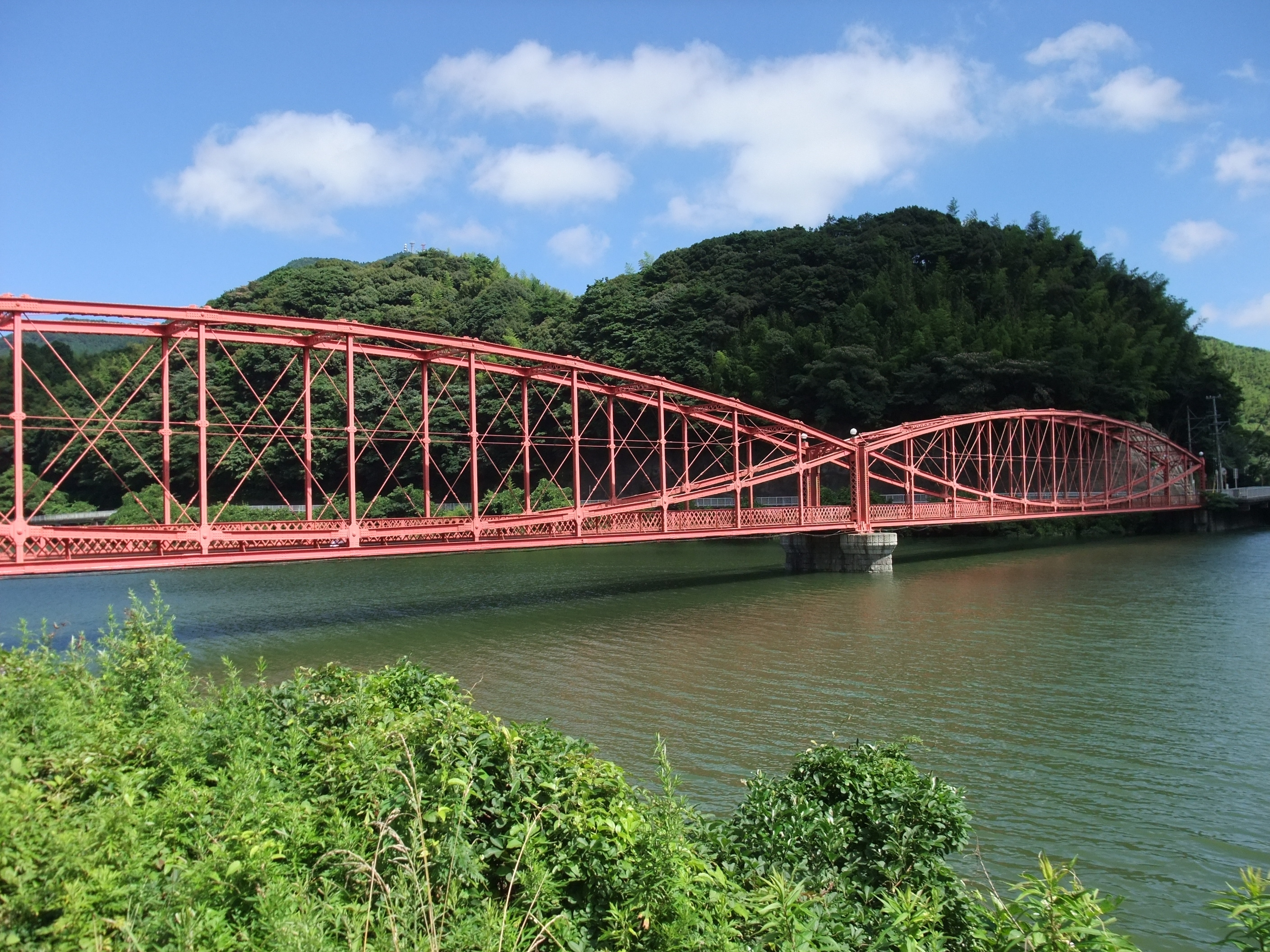
Minamikawachi-Brücke in Japan

Die Weiterentwicklung des Linsenträgers erfolgte durch Friedrich August von Pauli, der sie  bei der ersten, zwischen 1851 und 1857 gebauten, Großhesseloher Brücke in München verwendete. Bei dem nach ihm benannten, äußerlich kaum vom Lavesträger mit  parabelförmigen Gurten (s. a. Parabelträger) unterscheidbaren Pauliträger haben Ober- und Untergurte an allen Stellen die gleiche Spannung, sie können daher an allen Stellen mit dem gleichen Querschnitt ausgeführt werden. Heinrich Gerber hat 1865 in einem Aufsatz den wichtigsten theoretischen Beitrag zur Berechnung von Paulis Konstruktionssystem beigetragen. Von 1860 bis 1862 führte Gerber mit der Mainzer Rheinbrücke die größte Pauliträgerbrücke aus. Ab 1870 verlor das System immer mehr an Bedeutung, auch wenn Gustav Lindenthal noch 1881 bis 1883 nach diesem System die große Smithfield Street Bridge in Pittsburgh (Pennsylvania) erstellte.
Möglicherweise hat die Großhesseloher Brücke Isambard Kingdom Brunel beim Bau der Royal Albert Bridge beeinflusst, der jedenfalls mit Laves seit dessen Besuch in England bekannt war.